# Giulio Cesare (1923)
El Giulio Cesare fue un transatlántico operado inicialmente por la Navigazione Generale Italiana, y desde 1936, por Lloyd Triestino. El barco fue utilizado para el transporte de pasajeros de primera clase, segunda clase, y clase turista.

## Características
Una característica de este barco fue el Club situado en la cubierta de botes, con un bar. El buque también presentaba un salón comedor, galerías, un salón de baile y salas de otra función. Segunda clase estaba situada en medio del barco. Aparato Talkie también instalado en el buque y en el de larga distancia de telefonía inalámbrica también estaba disponible. El alojamiento de clase turista estaba situado detrás de la popa, y también había varias salas públicas. Los pasajeros de turismo compartido una piscina al aire libre con pasajeros de 2 º clase.

## Historia de servicio
El barco no solo fue utilizado en viajes de Génova, Nápoles, América del Sur, sino que también servía en los puertos de América del Norte. Hasta 1925 el Giulio Cesare y el Duilio fueron los dos mayores barcos de la flota mercante italiana.
En noviembre de 1933, fue reacondicionado y preparado para servir en el Mediterráneo y Sudáfrica. Dentro de estas nuevas rutas, en 1935 colisionó con el vapor alemán Barenfels, en el puerto de Gibraltar. En su oportunidad, se consideró que la culpa fue del navío alemán. Tanto el capitán como la tripulación, del Barenfels, fueron detenidos.
En 1936 fue transferido a la Lloyd Triestino. Posteriormente, en 1942, durante la Segunda Guerra Mundial, el Giulio Cesare fue cedido a la Cruz Roja Internacional. En 1944 amarrado en el puerto de Trieste, fue atacado por aviones aliados, provocando el hundimiento tanto del Giulio Cesare como del Duilio. En 1949, fue recuperado y desguazado en el vecino puerto de San Rocco en Muggia.
- Datos: Q1528013
- Multimedia: Giulio Cesare (ship, 1922) / Q1528013